# ارتش آزادی‌بخش ملی مقدونیه
ارتش آزادی‌بخش ملی مقدونیه (NLA)، یک سازمان شبه‌نظامی جدایی‌طلب بود که در جمهوری مقدونیه در سال ۲۰۰۱ فعالیت می‌کرد و از نزدیک با ارتش آزادی‌بخش کوزوو (KLA) در ارتباط بود. این سازمان، پس از جنگ مقدونیه در سال ۲۰۰۱، از طریق قرارداد اوهرید، که حقوق و خودمختاری بیشتری را به آلبانیایی‌های مقدونیه می‌داد، خلع سلاح شد.

## شرح
ارتش آزادی‌بخش ملی مقدونیه در پاییز ۱۹۹۹ تأسیس شد و در ابتدا توسط فرماندهٔ سابق ارتش آزادی‌خواه علی آحمتی، برادرزادهٔ یکی از بنیان‌گذاران KLA، رهبری می‌شد. NLA در آغاز فعالیت خود، بی سر و صدا عمل می‌کرد تا این‌که شروع به درگیری آشکار با ارتش و پلیس مقدونیه کرد. هدف اعلام‌شدهٔ NLA حقوق برابر برای اقلیت آلبانیایی در مقدونیه بود. فرماندهان ارشد ارتش ملی مقدونیه تأکید داشتند که «ما نمی‌خواهیم ثبات و تمامیت ارضی مقدونیه را به خطر بیندازیم، اما تا زمانی که حقوق اولیهٔ خود را به‌دست نیاوریم و تا زمانی که به‌عنوان مردمی با حقوق برابر در مقدونیه پذیرفته شویم، در جنگی چریکی خواهیم جنگید.» دولت مقدونیه مدعی شد که NLA یک سازمان تروریستی افراطی است که به‌دنبال جداسازی مناطق دارای اکثریت آلبانیایی و متحد کردن آن مناطق با آلبانی است.
از ۲۲ ژانویه ۲۰۰۱، ارتش آزادی‌بخش ملی، حملاتی را با استفاده از سلاح‌های سبک به نیروهای امنیتی مقدونیه آغاز کرد. درگیری‌ها به‌سرعت افزایش یافت و در آغاز مارس ۲۰۰۱، NLA کنترل مؤثر بخش بزرگی از شمال و غرب مقدونیه را به‌دست گرفت و به ۱۲ مایلی پایتخت، اسکوپیه رسید.
در مارس ۲۰۰۱، اعضای NLA در یک حملهٔ گسترده نتوانستند شهر تتوفو را تصرف کنند، اما تپه‌ها و کوه‌های بین تتوفو و کوزوو را به کنترل خود درآوردند. در ۳ مه، یک ضدحملهٔ دولت مقدونیه در منطقهٔ کومانوو شکست خورد. در ۸ ژوئن، شورشیان آراچینوو، روستایی در خارج از اسکوپیه را تصرف کردند. در ۱۳ اوت، دو طرف درگیری، قرارداد صلحی را امضا کردند که به درگیری‌های گسترده، پایان داد.

### ترکیب و قابلیت‌های نظامی
برآورد می‌شود که NLA در اوج خود شامل ۵۰۰۰ نفر می‌شد و برخی از اعضای آن توسط افسران سرویس هوایی ویژه و هنگ چترباز بریتانیا آموزش دیده‌اند. مانند KLA آن‌ها نیز عموماً به سلاح‌های کوچک و خمپاره مجهز بودند اما بعداً گزارش‌هایی مبنی بر دستیابی آن‌ها به موشک‌های ضدهوایی اف‌آی‌ام-۹۲ استینگر و سام-۷ وجود داشت. با پیشرفت جنگ، شورشیان موفق شدند به سلاح‌های سنگین، از جمله تانک‌های تی-۵۵ و نفربرهای زرهی که از نیروهای دولتی مقدونیه به غنیمت گرفته شده بود، دست یابند.

مناطق درگیری

اگرچه درگیری در مقدونیه کوتاه‌مدت بود، اما جنایات جنگی در آن کم نبود. به گفتهٔ دیده‌بان حقوق بشر، «شورشیان آلبانیایی مقدونیه، کارگران جاده را پس از ربودن آن‌ها از بزرگراه اسکوپیه-تتوفو، شکنجه و مورد آزار جنسی قرار دادند.»

## نگارخانه

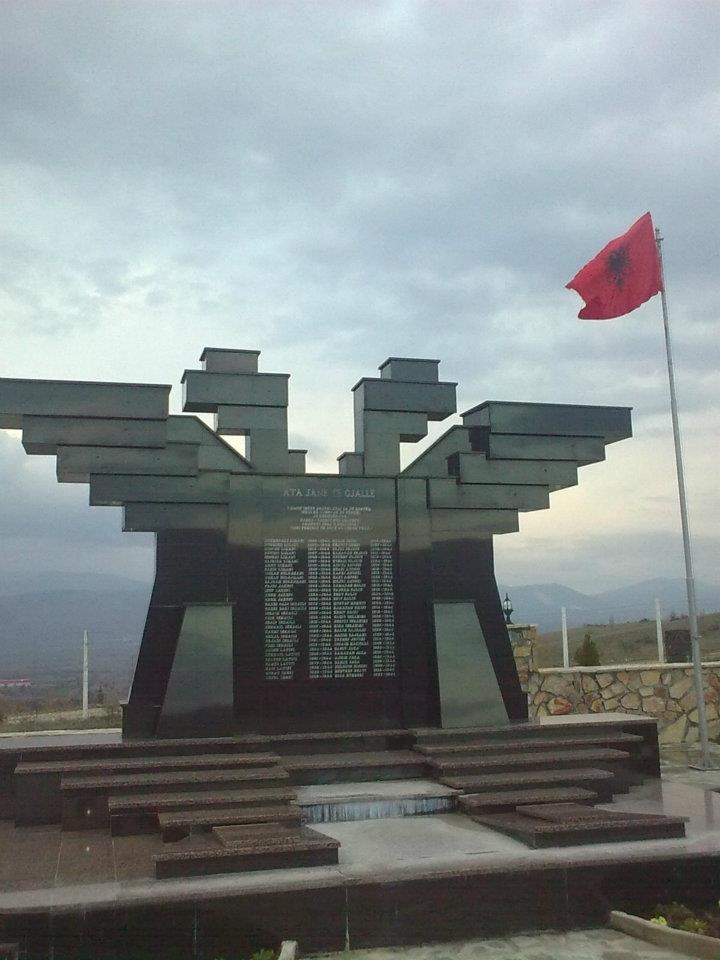
بنای یادبود در سوپوت UCK
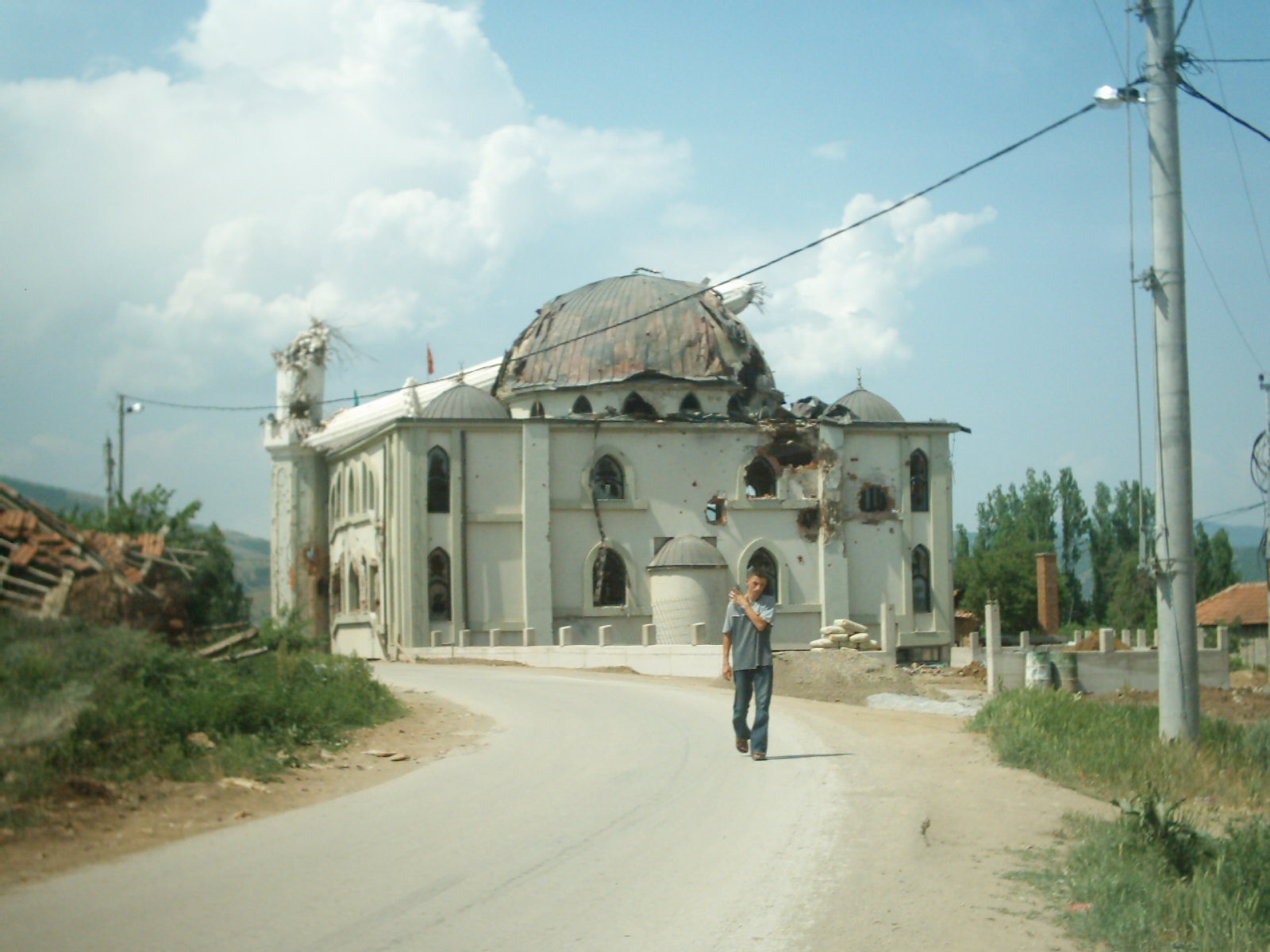
مسجد Matejče در سال ۲۰۰۱